# Vật chất tối sinh học
Vật chất tối sinh học là một thuật ngữ không chính thức cho vật liệu di truyền chưa được phân loại hoặc được biết đến kém. Vật liệu di truyền này có thể đề cập đến vật liệu di truyền được sản xuất bởi các vi sinh vật chưa được phân loại. Bằng cách mở rộng, vật chất tối sinh học cũng có thể đề cập đến vi sinh vật chưa phân lập mà sự tồn tại của chúng chỉ có thể được suy ra từ vật liệu di truyền mà chúng tạo ra. Ngoài ra, vật liệu di truyền có thể đề cập đến DNA không mã hóa (DNA rác)  và RNA không mã hóa được sản xuất bởi các sinh vật đã biết.

## Vật chất tối
Phần lớn vật chất tối của bộ gen được cho là bắt nguồn từ các yếu tố chuyển tiếp cổ đại và từ các yếu tố lặp lại có độ phức tạp thấp khác. Vật liệu di truyền chưa được phân loại được tìm thấy ở người và ở một số sinh vật khác. Đặc tính phát sinh chủng loại của chúng có thể chỉ ra các sinh vật tế bào hoặc virus mà chúng tiến hóa.

## Vi sinh vật chưa được phân loại
Lên đến 99% trong tất cả các vi sinh vật sống không thể được nuôi cấy, vì vậy có rất ít hiểu biết về chức năng tồn tại về tiềm năng trao đổi chất của các sinh vật này.
Các chuỗi được cho là có nguồn gốc từ các vi khuẩn chưa biết được gọi là 'Vật chất tối vi khuẩn, Virome tối', hoặc 'Nấm vật chất tối'  Các chuỗi như vậy không phải là hiếm. Người ta đã ước tính rằng trong vật chất từ con người, có từ 40 đến 90% các chuỗi virus là từ vật chất tối. Máu người chứa hơn ba nghìn trình tự DNA khác nhau không thể xác định được.
Các thuật toán đã được phát triển để kiểm tra các trình tự về sự tương đồng với trình tự RNA 16S của vi khuẩn, điểm tương đồng của K-mer với các virus đã biết, các đặc điểm cụ thể của việc sử dụng codon, hoặc để suy ra sự tồn tại của protein. Những cách tiếp cận này đã gợi ý, ví dụ, sự tồn tại của một loại vi khuẩn mới thuộc họ microviridae,  và một phage giống như vi khuẩn mới. Các nghiên cứu khác đã đề xuất sự tồn tại của 264 chi virus mới, được phát hiện trong các cơ sở dữ liệu công khai, và một nghiên cứu về máu người cho thấy 42% số người có ít nhất một loại virus chưa biết trước đó, thêm vào 19 loại chi khác nhau mới. Một nghiên cứu toàn diện về trình tự DNA từ nhiều mẫu người đã suy ra sự tồn tại của 4.930 loài vi khuẩn trong đó 77% trước đây không được báo cáo. Những phát hiện liên quan đến sức khỏe bao gồm một lời dự đoán có thể liên quan đến bệnh xơ gan,  và bảy chuỗi mới từ trẻ em mắc bệnh tiểu đường loại 1 có đặc điểm của virus. Mặc dù chúng có thể tồn tại, nhưng không có sinh vật nào gây bệnh rõ ràng cho con người đã được phát hiện trong vật chất tối.